# Crocidura theresae
Crocidura theresae es una especie de musaraña (mamífero placentario de la familia Soricidae).

## Distribución geográfica
Se encuentra en Costa de Marfil, Ghana, Guinea, Sierra Leona y posiblemente también en Liberia.